# Histioea falerina
Histioea falerina är en fjärilsart som beskrevs av Druce 1907. Histioea falerina ingår i släktet Histioea och familjen björnspinnare. Inga underarter finns listade i Catalogue of Life.